# Тарвер, Кейтлин
Кейтлин Мари Тарвер (англ. Katelyn Marie Tarver; род. 2 ноября 1989, Гленвилл, Джорджия) — американская певица, автор песен и актриса, известная по своим ролям, как Джо Тейлор на Nickelodeon в сериале «Биг Тайм Раш», Натали в сериале «Необыкновенная семейка» и Мерседес в сериале «Втайне от родителей».

## Путь к славе
Она пришла к славе в 2003 году как финалист телевизионной программы American Juniors и выпустила свой дебютный альбом Wonderful Crazy в 2005 году. Она также снималась в качестве  модели для таких журналов, как «Interview» и «Teen People».
В 2014 году Тарвер стала соавтором сингла Шерил Коул «Crazy Stupid Love».  Ещё два сингла, «Weekend Millionaires» и «Nobody Like You», были выпущены на потоковой платформе SoundCloud в 2015 году. Сингл «Weekend Millionaires» был также выпущен на iTunes, Spotify и других цифровых онлайн-платформах.
10 марта 2017 года Кейтлин Тарвер выпустила свой второй мини-альбом Tired Eyes. В середине 2021 года песня «You Don’t Know» из этого альбома  стала вирусной на видеоплатформе YouTube и собрала более 50 миллионов просмотров. В 2018 году Тарвер выпустила свой третий мини-альбом Kool Aid. Он получил положительные отзывы на нескольких сайтах музыкальных обзоров.
В 2019 году Тарвер выпустила пять синглов, а также свой четвёртый мини-альбом под названием Kool Aid: Sugar Free (Acoustic). В 2020 году она выпустила девять синглов, в том числе «Feel Bad». Музыкальное видео на «Feel Bad» было снято Се О, а премьера состоялась 26 марта 2020 года. Позже в том же году Тарвер стала соавтором песни Джейка Скотта «Like No One Does». Сингл был выпущен 7 апреля 2020 года.
В 2021 году Тарвер в сотрудничестве с Уиллом Андерсоном запустила проект под названием REAVES. Дебютный мини-альбом группы был выпущен 4 июня 2021 года.

## Сингл
Дебютный сингл Тарвер в видео «Wonderful Crazy» был выпущен в 2006 году и ротацию на многочисленных СКК торговых точек в США, достигнув № 1 на национальной диаграммы СКК в журнале CRW. Её песня «Something In Me» была также включена в телесериале Юг Нигде. В 2014 году Кейтлин выпустила свой новый дебютный сингл «Weekend Millionaries», который сейчас очень популярен.

## Big Time Rush
29 января 2010 Мисс Тарвер дебютировала в сериале «Биг Тайм Раш» как Джо Тэйлор, девушка Кендалла. Её первый эпизод был «Big Time Love Song». Через некоторое время Кендалл и Джо начинают встречаться. Но все изменилось с начала мирового турне: Джо стала звездой телевидения, а Кендалл стал поп-звездой, солистом группы «Big Time Rush». В эпизоде «Big Time Break-Up» Джо получает роль в суперпопулярном кино, и уезжает в Новую Зеландию для съемок фильма, где пробудет три года. Но в третьем сезоне Джо возвращается, и продолжает встречаться с Кендаллом.

## Дискография
| Год  | Название           | Песни |
| ---- | ------------------ | --- |
| 2005 | I’ll Make It Real  | 1. Loverboy 2. I’ll Make It Real 3. Wonderful Crazy |
| 2005 | Wonderful Crazy    | 1. Undeniable 2. Rain 3. Something in Me 4. Wonderful Crazy 5. I’ll Make It Real 6. Closer to My Heart 7. Keep Your Eyes on the Prize 8. Life Was 9. Brand New Day 10. Everything 11. I’ll Make It Real (duet version) ft. Aaron |
| 2007 | Chasing Echoes     | 1. Chasing Echoes 2. Careless Whisper |
| 2011 | A Little More Free | 1. A Little More Free 2. It’s Good 3. Better 4. Love Alone 5. Favorite Girl |